# Museo Diocesano de Arte Antiguo (Sigüenza)
El Museo Diocesano de Arte Antiguo de Sigüenza se encuentra en el palacete neoclásico (siglo XVI) conocido como "Antigua Casa de los Barrena", en pleno centro histórico de la ciudad de Sigüenza, frente a la catedral. El edificio perteneció a la familia Gamboa, siendo adquirido por el obispo Lorenzo Bericiartúa Valerdi, en el año 1956, para destinarlo a museo diocesano. El museo fue inaugurado el 11 de mayo de 1968, siendo obispo Laureano Castán Lacoma. En los últimos años el museo ha sufrido grandes reformas que lo han adaptado a los tiempos actuales. 

## Colecciones
El museo guarda una muestra de lo que es el rico fondo de la Diócesis de Sigüenza (una de las más antiguas de España). Se muestran algunos restos arqueológicos, no sólo de la zona, sino también procedentes de culturas precolombinas, Mesopotamia o la Grecia Clásica. Destacan los restos procedentes de diferentes pueblos de la zona, ante todo, arte sacro.
Dentro de su rica colección pictórica destaca un cuadro del maestro Zurbarán: la Inmaculada Concepción, una de las obras más admiradas del pintor extremeño. Junto a este cuadro, destacan las obras de Francisco Salzillo, Salvador Carmona, Luis de Morales, Maestro de Pozancos, Francisco Madrazo o Pedro de Andrade.